# Monomma immaculatum nonfoveolatum
Monomma immaculatum nonfoveolatum es una subespecie de coleóptero de la familia Monommatidae.

## Distribución geográfica
Habita en Madagascar.